# Gert Dörfel
Gert "Charly" Dörfel (ur. 18 września 1939 w Hamburgu) –  piłkarz, 11 - krotnie zagrał dla reprezentacji Niemiec, zdobył dla reprezentacji siedem goli.

## Kariera
Dörfel zaczął grać w Hamburger SV w 1958/59, przychodząc z Polizei SV Hamburg za łączną sumę trzech tysięcy niemieckich marek. Regularnie grał na ataku wraz z Uwe Seelerem. W 325 występach dla tego klubu (z czego 224 w samej lidze) strzelił 107 goli (58 w lidze). Pierwszą bramkę w lidze strzelił 23 sierpnia 1963, w meczu z Preußen Münster.
Dörfel wraz z HSV zdobył w 1960 roku Mistrzostwo Niemiec, trzy lata później Puchar Niemiec. W 1968 wystąpił w Pucharze Zdobywców Pucharu z AC Milanem 0:2. W tym samym roku zagrał też w finale Pucharu Niemiec z Bayernem Monachium 0:4.
28 sierpnia 1971 zagrał ostatni mecz w Bundeslidze - przeciw FC Schalke 04. Jego drużyna przegrała wynikiem 0:1. Później gościł on jako piłkarz w Południowej Afryce, jak i również w Kanadzie. W sezonie 1973/74 powrócił do Hamburga.

## Reprezentacja
Dörfel w reprezentacji Niemiec zadebiutował 3 sierpnia 1960 roku w Reykjaviku w towarzyskim międzypaństwowych spotkaniu z Islandią. W tym meczu strzelił dwa gole. Kolejni selekcjonerzy RFN: Sepp Herberger oraz Helmut Schön nie powoływali go do reprezentacji. Ostatni raz w reprezentacji zagrał w spotkaniu kwalifikacyjnym do Mistrzostw Świata, 4 listopada 1964 roku ze Szwecją. Mecz zakończył się wynikiem 1:1. Nie został też powołany na Mistrzostwa Świata w 1962 roku w Chile.

## Koniec kariery
Po zakończeniu piłkarskiej kariery w amatorskim klubie HSV Barmbek-Uhlenhorst, Gert Dörfel pracował w hamburskim cyrku. W chwili obecnej jest na emeryturze. Została napisana o nim książka autorstwa Hansa Vinke.